# 尼森小人

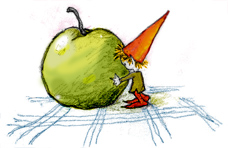
尼森小人

尼森小人（Nisse）是北欧民间传说中的一种神话生物，通常与冬至和圣诞节有关。他们身材矮小，留着长长的白胡子，头戴灰色、红色或其他鲜艳颜色的锥形针织帽。它们的外貌通常与花园侏儒有些相似。